# التبشعة (إب)

تعديل مصدري - تعديل

التبشعة محلة تابعة لقرية الدخلة، التابعة لعزلة جبل معود بمديرية إب إحدى مديريات محافظة إب في الجمهورية اليمنية.، بلغ تعداد سكانها 181 حسب تعداد اليمن لعام 2004.